# إليزابيث غوتييريز

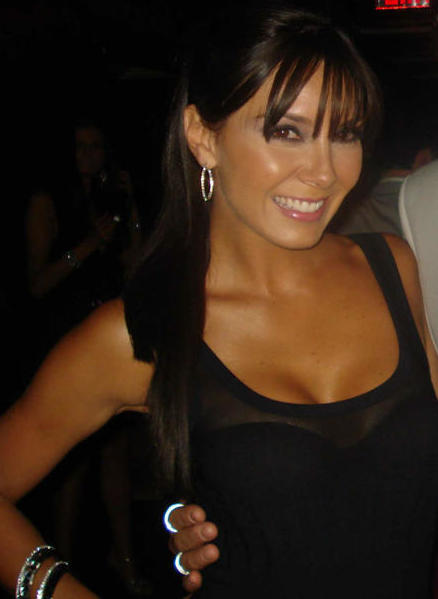
إليزابيث غوتييريز

إليزابيث غوتييريز (بالإنجليزية: Elizabeth Gutierrez) (ولدت في 1 أبريل 1979) هي مُمثلة وعارضة أزياء أمريكية من أصل مكسيكي.
تستطيع غوتييريز أن تتحدث باللغة الإسبانية لأنها لغتها الأم بينما تستطيع التحدث
بالإنكليزية لأنها تعيش في الولايات المتحدة الأمريكية
من أشهر أعمالها التي دُبلِجت وعُرضت في الوطن العربي مسلسل تالا.
م

## حياتها المبكرة
ولدت غوتييريس في لوس أنجلوس، كاليفورنيا، لأبوين مكسيكيين. كان لديها ستة أخوات وأخ واحد وهي اصغر واحدة فيهم انتقلت إلى خاليسكو، المكسيك في سن الخمس سنوات وعاد أبويها إلى أمريكا وهي في سن العاشرة.

## حياتها الشخصية
في عام 2003 اشتركت في أحد برامج الواقع حيثُ تعرفت على ويليام ليفي وبدأت علاقتها معه منذ ذلك الحين، وأنجبت له كريستوفر في عام 2006 ثم حَملت مرةً ثانيةً في أواخر عام 2009 أثناء تصوير ويليام مُسلسل سحر الحب ووضعت حملها في بدايات عام 2010 وهي ابنة تدعى كايلي ألكيساندرا. وفي مايو من عام 2011 أعلنت إليزابيث لِلصحف انفصالها عن ويليام ليفي لِرفضه الزواج بِها رغم مرور 8 سنين على علاقتهم وإنجابهُم لِطفلين وبِسبب شائعات عن وجود علاقة حميمية بين ويليام ليفي وجينيفر لوبيز الذي صور معها فيديو كليب "into you" وأيضاً بسبب فضائح كثيرة انتشرت عن كون ويليام ليفي خانها مع الكثير من المُعجبات والمُمثلات اللاتي مَثّل معهن مِثل مايتي بيروني التي شكلت ثنائي ناجح مع ويليام في مُسلسل ماري تشوي (2008-2009) ومُسلسل انتصار الحب (2010-2013) ودائماً ما تم اتهام إليزابيث بِالغيرة مِنها حيثُ تم تناقُل الشائعات على ألسنة الجميع منذُ عام 2008 حتى عام 2012 عن وجود علاقة حُب سرية تجمع ويليام ومايتي رغم نفي إليزابيث وويليام ذلك وإنكاره وأيضاً هُناك الكثير من الشائعات التي تقول بِخيانة ويليام ليفي لإليزابيث مع جاكلين براكامونتاس أثناء تصوير مُسلسل سحر الحب ومن أسباب الانفصال أن هُناك فتاة مُراهقة اتهمت ويليام بالاعتداء عليها جنسياً في عام 2010.
وبعد 8 شهور من الانفصال عادت علاقة ويليام وإليزابيث وذلك في بدايات 2012 ثم في عام 2013 عادت شائعات الخيانة عِندما بدأ ويليام ليفي بِتصوير مُسلسل العاصفة حيثُ اتهمه الناس بِخيانته إليزابيث مع ملكة جمال العالم السابقة خيمينا نافاريتي عندما كان مُنفرداً معها في المكسيك بينما إليزابيث والأطفال مُتواجدون في ميامي، أمريكا.
وفي 29 أغسطس عام 2013 أثناء احتفال طاقم مُسلسل العاصفة بِعيد ميلاد ويليام ليفي وضعت خيمينا نافاريتي على حِسابها في تويتر صوراً من الحفل توحي بِإنها تحتفل مع ويليام وحدها لذا قامت إليزابيث التي كانت وقتها في ميامي بِتوجيه العبارات البذيئة والغاضبة لها وخلال ساعات حذفت إليزابيث هذه التغريدات من حِسابها وسافرت في اليوم التالي إلى المكسيك كَمُفاجئة لويليام ليفي بمُناسبة عيد ميلاده وعندما انتهى عرض مُسلسل العاصفة لم تنته شائعات الخيانة والانفصال بل زادت وفي بدايات عام 2014 سافرت خيمينا نافاريتي إلى لوس أنجلوس لِزيارة ويليام ليفي بينما كان وحيداً هُناك فَتركت إليزابيث ميامي بِنفس الليلة وذهبت إلى لوس أنجلوس عند ويليام وبعد عدة شهور من نفس العام انتشرت صوراً لِخيمينا نافاريتي وهي في أحضان ويليام ليفي وبسبب هذه الصور انتشرت أخباراً عن انفصال إليزابيث عن ويليام لِخياناته المُتكررة ولكنها نفت ذلك مُباشرة ولم تعلق على الصور وقالت إنها تعيش مع ويليام وأطفالها بِسعادة غامرة رغم عدم زواجهما.

## أعمالها
| تلفاز             | تلفاز                | تلفاز                                         | تلفاز                                          |
| عام               | عنوان                | دور                                           | ملاحظة                                         |
| ----------------- | -------------------- | --------------------------------------------- | ---------------------------------------------- |
| 2005              | Olvidarte Jamas      | Isabella                                      | supporting antagonist                          |
| 2006              | Acorralada           | Paola / La Fiera                              | episodes 1-122                                 |
| 2007              | Amor Comprado        | Mariana                                       | protagonist                                    |
| 2008              | تالا (مسلسل)         | Mariana & Ana Lucia Analia & clones of Analia | protagonist and supporting role                |
| 2009              | Corazón Salvaje ‏     | Rosenda                                       | supporting antagonist                          |
| 2010              | El Fantasma de Elena | Elena Lafe                                    | protagonist                                    |
| فيلم/تلفاز/إنترنت |                      |                                               |                                                |
| عام               | عنوان                | دور                                           | ملاحظة                                         |
| 2007              | Isla Paraiso         | Bibi                                          | 15 three-minute long episodes published online |
| 2008              | Fotonovela           | Melanie                                       | lead role, DVD movie                           |
| 2011              | ¡Mira Quien Baila! ‏  | Herself                                       | Show (Dancing Competition); finished fourth    |

## روابط خارجية
- إليزابيث غوتييريز على موقع IMDb (الإنجليزية)
- إليزابيث غوتييريز على موقع روتن توميتوز (الإنجليزية)
- إليزابيث غوتييريز على موقع قاعدة بيانات الفيلم (الإنجليزية)